# Barcelona Ladies Open
Barcelona Ladies Open är en tennisturnering för damer som spelas årligen i Barcelona, Spanien. Turneringen startade 1972, spelas utomhus på grus och ingår i kategorin International på WTA-touren. 

## Resultat

### Singel
| År         | Mästare                 | Finalist                    | Resultat      |
| ---------- | ----------------------- | --------------------------- | ------------- |
| 1972       | Gail Sherriff           | Nathalie Fuchs              | 6–1, 6–4      |
| 1973       | spelades inte           | spelades inte               | spelades inte |
| 1974       | Nathalie Fuchs          | Glynis Coles                | 7–5, 8–6      |
| 1975       | spelades inte           | spelades inte               | spelades inte |
| 1976       | Renata Tomanova         | Virginia Ruzici             | 3–6, 6–4, 6–2 |
| 1977       | spelades inte           | spelades inte               | spelades inte |
| 1978       | Hana Mandlikova         | Sabina Simmonds             | 6–1, 5–7, 6–3 |
| 1979–84    | spelades inte           | spelades inte               | spelades inte |
| 1985       | Sandra Cecchini         | Raffaella Reggi             | 6–3, 6–4      |
| 1986       | Petra Huber             | Laura Garrone               | 7–6(4), 6–0   |
| 1987       | spelades inte           | spelades inte               | spelades inte |
| 1988       | Neige Dias              | Bettina Fulco               | 6–3, 6–3      |
| 1989       | Arantxa Sanchez         | Helen Kelesi                | 6–2, 5–7, 6–1 |
| 1990       | Arantxa Sanchez Vicario | Isabel Cueto                | 6–4, 6–2      |
| 1991       | Conchita Martinez       | Manuela Maleeva             | 6–4, 6–1      |
| 1992       | Monica Seles            | Arantxa Sanchez Vicario     | 3–6, 6–2, 6–3 |
| 1993       | Arantxa Sanchez Vicario | Conchita Martinez           | 6–1, 6–4      |
| 1994       | Arantxa Sanchez Vicario | Iva Majoli                  | 6–0, 6–2      |
| 1995       | Arantxa Sanchez Vicario | Iva Majoli                  | 5–7, 6–0, 6–2 |
| 1996 –2006 | spelades inte           | spelades inte               | spelades inte |
| 2007       | Meghann Shaughnessy     | Edina Gallovits             | 6–3, 6–2      |
| 2008       | Maria Kirilenko         | María José Martínez Sánchez | 6–0, 6–2      |

### Dubbel
| År        | Mästare                                         | Finalister                                           | Resultat           |
| --------- | ----------------------------------------------- | ---------------------------------------------------- | ------------------ |
| 1972      | Gail Sherriff / Nathalie Fuchs                  | Michele Gurdal / Monique Van Haver                   | 6–4, 6–2           |
| 1973–75   | spelades inte                                   | spelades inte                                        | spelades inte      |
| 1976      | Florenta Mihai / Pat Medrado                    | Nathalie Fuchs / Michele Gurdal                      | 6–2, 6–4           |
| 1977      | spelades inte                                   | spelades inte                                        | spelades inte      |
| 1978      | Okänt                                           | Okänt                                                | Okänt              |
| 1979–84   | spelades inte                                   | spelades inte                                        | spelades inte      |
| 1985      | Petra Delhees / Pat Medrado                     | Penny Barg / Adriana Villagran                       | 6–1, 6–0           |
| 1986      | Iva Budarova / Catherine Tanvier                | Petra Huber / Petra Keppeler                         | 6–2, 6–1           |
| 1987      | spelades inte                                   | spelades inte                                        | spelades inte      |
| 1988      | Iva Budarova / Sandra Wasserman                 | Anna-Karin Olsson / Maria Jose Llorca                | 1–6, 6–3, 6–2      |
| 1989      | Jana Novotna / Tine Scheuer-Larsen              | Arantxa Sanchez / Judith Wiesner                     | 6–2, 2–6, 7–6(3)   |
| 1990      | Mercedes Paz / Arantxa Sanchez Vicario          | Sabrina Goles / Patricia Tarabini                    | 6–7(7), 6–2, 6–1   |
| 1991      | Martina Navratilova / Arantxa Sanchez Vicario   | Nathalie Tauziat / Judith Wiesner                    | 6–1, 6–3           |
| 1992      | Conchita Martinez / Arantxa Sanchez Vicario     | Nathalie Tauziat / Judith Wiesner                    | 6–4, 6–1           |
| 1993      | Conchita Martinez / Arantxa Sanchez Vicario     | Magdalena Maleeva / Manuela Maleeva                  | 4–6, 6–1, 6–0      |
| 1994      | Larisa Neiland / Arantxa Sanchez Vicario        | Julie Halard / Nathalie Tauziat                      | 6–2, 6–4           |
| 1995      | Larisa Neiland / Arantxa Sanchez Vicario        | Mariaan de Swardt / Iva Majoli                       | 7–5, 4–6, 7–5      |
| 1996–2006 | spelades inte                                   | spelades inte                                        | spelades inte      |
| 2007      | Nuria Llagostera Vives / Arantxa Parra Santonja | Lourdes Dominguez Lino / Flavia Pennetta             | 7–6(3), 2–6, 12–10 |
| 2008      | Lourdes Dominguez Lino / Arantxa Parra Santonja | Nuria Llagostera Vives / María José Martínez Sánchez | 4–6, 7–5, 10–4     |